# Nicrophorus defodiens
Nicrophorus defodiens är en skalbaggsart som beskrevs av Mannerheim 1846. Nicrophorus defodiens ingår i släktet Nicrophorus och familjen asbaggar. Inga underarter finns listade i Catalogue of Life.

## Beskrivning
Nicrophorus defodiens är en dödgrävare med övervägande svart bakgrundsfärg, och orangefärgade band på täckvingarna. Den bakre delen av mellankroppens undersida har täta, gula borst. Kroppslängden är 12 till 18 mm.

## Utbredning
Utbredningsområdet sträcker sig från södra Alaska, västra och södra Kanada till USA:s västkust, norra Mellanvästern och östkusten. Sydgränsen går vid Kalifornien, Colorado, South Dakota, Wisconsin, Texas och North Carolina.

## Ekologi
Som alla dödgrävare letar föräldrarna upp kadaver, som kan tjäna som näring åt deras avkomma. Hos alla dödgrävare tar åtminstone modern hand om avkomman, i många fall även fadern. Även fadern hjälper till hos denna art, men i mindre utsträckning än vissa större dödgrävararter.
Till skillnad från många dödgrävare, som alltid begraver sina kadaver, förekommer det att Nicrophorus defodiens nöjer sig med att täcka dem med vissna löv. Det är också vanligt att arten gömmer kadavren uppe i trädkronorna. Honan producerar i genomsnitt 24 ägg.
I samband med parningen använder hanen feromoner för att locka till sig honan. Efter parningen fortsätter han ofta att ge ifrån sig könsferomoner, men honan försöker hindra honom från att locka till sig fler honor, bland annat genom att bestiga eller bita honom.